# Орксин
Орксин (на старогръцки: Ορξίνης, Orxines, † 324 пр.н.е.) е потомък на Кир II и управител на Персис по времето на похода в Азия на Александър Велики.
Орксин е глвнокомандващ на всички персийски войски на Дарий III в Битката при Гавгамела (1 октомври 331 г. пр.н.е.) против Александър Велики.  След смъртта на Фразаорт, сатрапа на Александър в Персис, през 327/326 пр.н.е. Орксин првзема столицата Персеполис и сам се провъзглася за новия сатрап на Персис. Това става, когато Александър е в Индия.
През 324 пр.н.е. Александър се връща, осъжда и обесва Орксин.
Александър поставя македонеца Певкест за новия управител на Персис.